# Bezemen
Bezemen is een vorm van cyberpesten waarbij foto's van voornamelijk meisjes doch ook van jongens worden gekopieerd en geplakt in zelfgemaakte filmpjes met grove teksten en achtergrondmuziek. Deze foto's worden voornamelijk gehaald van sociaalnetwerksites zoals Facebook. Deze video's worden, vaak voorzien van privégegevens zoals adressen en telefoonnummers, vervolgens op websites als YouTube geplaatst. Dit is een begrip dat sinds 2007 bekend is in Nederland. Bij het bezemen wordt het slachtoffer vaak als prostituee neergezet. Daders blijken meestal ex-vriendjes te zijn. Het woord 'bezem' is jongerentaal voor 'hoer' of 'sukkel'.
Bamber Delver, directeur van het Nederlandse Stichting Kinderconsument, vertelde in 2010 in een interview over dit fenomeen dat de dader zichzelf hierbij meestal ten doel stelt om de reputatie van het slachtoffer zo veel mogelijk te schaden. Hij gaf als verklaring dat het kind de consequenties van zijn of haar handelingen niet inziet. Bezemen is net als andere vormen van cyberpesten strafbaar gesteld in Nederland, België en andere landen. Het Nederlands recht kent geen wetsartikel waarin cyberpesten uitdrukkelijk strafbaar wordt gesteld, maar in het Wetboek van Strafrecht zijn wel artikelen opgenomen die toegepast kunnen worden in gevallen van cyberpesten zoals smaad en/of laster, belediging en soms zelfs discriminatie of bedreiging. In 2010 deden leerlingen en docenten van een middelbare school in Leiden aangifte van enkele bezemfilmpjes.
Ook al kunnen slachtoffers het oorspronkelijke filmpje laten wissen, wat bij bijvoorbeeld YouTube mogelijk is, dan wil dat niet zeggen dat het filmpje van het internet verdwenen is of later niet meer kan opduiken. Door de snelheid van het medium kan in korte tijd al heel wat schade toegebracht worden aan het slachtoffer. Het is ook mogelijk dat het filmpje later weer ergens opduikt. Door de mogelijkheden om online anoniem te werk te gaan, kan het vinden van de dader ook een probleem vormen. Het slachtoffer kan dus een vermoeden hebben wie de dader is, maar dit valt vaak moeilijk te bewijzen.